# Jubbet ad-Dib
Jubbet ad-Dib of Jibat al-Thiib (Arabisch: جب الذيب) is een Palestijns dorpje op de Westelijke Jordaanoever van Palestina. Het is gelegen in het Gouvernement Bethlehem (een van de  Gouvernementen van de Palestijnse Autoriteit), ongeveer 6,5 kilometer ten zuid-oosten van de stad Bethlehem en ten oosten van de Palestijnse stad  Jannatah. Het dorpje is in 1929 gesticht door Bedoeïenen en heeft 144 inwoners, anno 2017.
Het grondgebied van Jubbet ad-Dib omvat 402 dunams waarvan 8 dunams bebouwd zijn, en ligt op een hoogte van 628 meter boven het zeeniveau. De inwoners zijn herders en boeren, die leven van hun land.

## Onder bezetting van Israël
Sinds de militaire bezetting door Israël in 1967 worden bedoeïenendorpjes in de Jordaanvallei in hun bestaan bedreigd. Hun gebied valt grotendeels in zone-C van de Oslo-akkoorden (1993-1995), wat sindsdien nog steeds onder controle van Israël staat. In deze zone-C worden Israëlische nederzettingen gebouwd. De bestaande Palestijnse dorpjes daar worden door Israël niet erkend. Elektriciteit en waterleidingen worden vernield en mogen niet meer worden aangelegd. Om de bewoners te verdrijven verwoesten Israëlische militairen regelmatig de huisjes en gebouwtjes, en kolonisten uit de nederzettingen bedreigen de Palestijnse bewoners en eigenen zich met geweld hun grondgebied en vee toe. Ook worden dorpjes verwoest en de bewoners verdreven nadat hun gebied door het Israëlisch defensieleger (IDF) tot militaire zone is verklaard.

### Verwoestingen en confiscaties
In juni 2017 werd in Jubbet ad-Dib een Nederlands ontwikkelingsproject gesloopt. Het ging daarbij om 96 zonnepanelen en andere apparatuur voor de elektriciteitsvoorziening. Israëlische soldaten drongen onaangekondigd het dorp binnen en namen spullen in beslag. Het project is flink beschadigd. Volgens COGAT, het Israëlische bestuur op de Westelijke Jordaanoever en de Gazastrook, waren de Nederlandse zonnepanelen illegaal, de noodzakelijke vergunningen ontbraken. De oprichter en directeur van hulporganisatie van Comet-me  snapt niet waarom de soldaten het dorp binnenvielen. "De zonnepanelen werken al een half jaar. Ze bedreigen niemand. In de buurt van van het dorp zijn een aantal illegale Joodse nederzettingen. Daar wordt niets afgebroken of geconfisqueerd."
In de avond van 22 augustus 2017 werd een nieuw gebouwd schooltje, wat grotendeels door de Europese Unie en een aantal regeringen was gefinancierd, door het Israëlische leger gesloopt en in beslag genomen. Het schooltje bestond uit zes geprefabriceerde gebouwtjes. De kinderen zouden de volgende dag voor het eerst naar school gaan. Het gebied werd tot militaire zone verklaard en de inwoners werden bij de afbraak vijf uur lang met bedwelmende granaten, traangas en rubber-metaalkogels op afstand gehouden. In andere dorpjes werden ook schooltjes verwoest evenals kinderspeelplaatsjes; voor de uitbreiding van Israëlische nederzettingen.